# Veit Dietrich

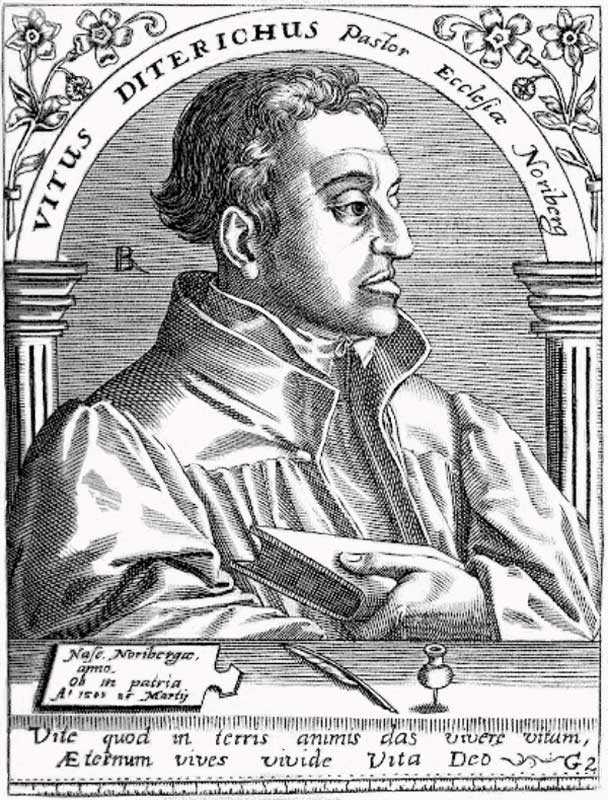
Veit Dietrich

Veit Dietrich (ur. 8 grudnia 1506 w Norymberdze, zm. 25 marca 1549 w Norymberdze) – działacz reformacyjny. 
Veit Dietrich był synem szewca, jednak w 1522 roku podjął studia na Uniwersytecie w Wittenberdze, gdzie znalazł się pod wpływem Filipa Melanchtona. Za radą Marcina Lutra porzucił studia medyczne na rzecz teologicznych. Zamieszkał w domu Lutra i został jego sekretarzem. Towarzyszył Lutrowi w czasie dysputy marburskiego w 1529 roku i podczas jego pobytu w Coburgu w czasie trwania sejmu augsburskiego w 1530 roku. 14 grudnia 1535 roku został ministrem w kościele św. Sebalda w Norymberdze. Przez całe życie był przyjacielem Melanchtona i, choć miał ostrzejszy niż on stosunek do Kościoła rzymskiego, był raczej jego uczniem, niż Lutra. Był jednym z sygnatariuszy Artykułów Szmalkaldzkich. Przetłumaczył na niemiecki wiele pomniejszych dzieł Lutra i Melanchtona; krytycy oskarżali go, że jego wydania były bardzo stronnicze, i zniekształcały, a niekiedy nawet zupełnie zmieniały myśl Lutra. Napisał Summaria über dal Alte Testament (Wittenberg, 1541), komentarz do każdego rozdziału Starego Testamentu. W 1544 roku, z pomocą Melanchtona, opracował podobny komentarz do Nowego Testamentu.